# Crocota lutearia
Crocota lutearia är en fjärilsart som beskrevs av Fabricius 1794. Crocota lutearia ingår i släktet Crocota och familjen mätare. Inga underarter finns listade i Catalogue of Life.